# Сестрички Ліберті
Сестрички Ліберті (рос. Сестрички Либерти) — радянський фільм 1990 року, знятий режисером Володимиром Грамматіковим.

## Сюжет
Дві юні, простуваті сестри-близнюки, швачки-мотористки з ПТУ, після смерті матері живуть окремо від батька-алкоголіка, зачаровані художником-модерністом, який до них поблажливий і навіть вводить їх в коло «обраних».

## У ролях
| Актор              | Роль                              |
| ------------------ | --------------------------------- |
| Ольга Стучілова    | Віра                              |
| Олена Стучілова    | Люба                              |
| Олександр Орлов    | художник Сергій Аганов Серж       |
| Євген Редько       | италійський художник Гвідо Скарпі |
| Олександр Мартинов | фотограф Вадим                    |
| Петро Кулешов      | Дед                               |
| Олександр Васильєв | Женя                              |
| Андрій Жигалов     | Генка                             |
| Василь Фунтиков    | Куций                             |
| Ярослава Турильова | Тётя Лида                         |
| Олена Караджова    | Клара                             |
| Ігор Ясулович      | Психоаналітик                     |
| Інга Будкевич      | епізод                            |
| Олена Валаєва      | епізод                            |

## Знімальна група
- Сценарій : Людмила Улицька
- Режисер : Володимир Грамматіков
- Оператор : Олександр Антипенко
- Композитор : Світлана Голибіна
- Художник : Юрій Костянтинов
- Продюсер : Михайло Зільберман